# Битва на річці Хорол
Битва на річці Хорол відбулася 1 березня 1185 року (за іншими даними 1184-го) між авангардом руського війська та половецькими загонами під керівництвом хана Кончака.

## Передісторія
На початку 1185 року половецьке військо під керівництвом хана Кончака прийшло до річки Хорол і стало табором. Кончак, як свідчить літописець, надіслав посла «з обманом» до Ярослава Всеволодовича «миру прохаючи». Насправді ж метою Кончака було виграти час, для того, щоб пограбувати руські землі й не потрапити під удар об'єднаних дружин руських князівств.
Сам Кончак нахвалявся, що «візьме руські городи і попалить вогнем». Половецький хан мав «секретну зброю»: «бусурменина» (мусульманина), «який стріляв живим вогнем» (ймовірно, що в цьому випадку йшлося про використання нафти чи якихось інших запалювальних речовин — можливо «грецького вогню») та луки самострільні, що їх ледве 50 осіб могло натягти. Руські князі не повірили мирним намірам Кончака і з військом вирушили в похід. Авангард руського війська очолювали переяславський князь Володимир Глібович та Мстислав Романович.
Прямуючи назустріч половцям, руські дружини зустріли купців, що їхали від половців. Купці розповіли про місцеперебування війська Кончака. Основне військо рушило до того місця, що вказали купці, але половців там не виявилися. В той же час передовий загін під керівництвом Володимира Глібовича виявив половців і вирішив їх атакувати до підходу основних сил.

## Сили сторін
Чисельність руського війська становила кілька тисяч осіб (ймовірно від 2000 до 6000 чол.) В самому літописі цифра не зазначається (для прикладу в битві на Орелі передовий загін складався з 2100—2500 чорних клубуків та дружин кількох руських князівств, найбільшою з яких була переяславська). Даних про половецьке військо немає, але чисельність його була більшою ніж руського авангарду.

## Перебіг битви
Атаку руської дружини була блискавичною. Половці були захоплені зненацька і не змогли чинити належного опору. Багато половців загинуло і потрапило до полону. До рук руських воїнів потрапив і «бусурменин» зі своїм «живим вогнем». Також з трофеїв руським ратникам дісталося «коней і оружжя їх многе-множество».
Але перемога була не повною. Руським розвідникам не вдалося виявити всіх місць дислокації половецьких загонів, в результаті чого частина війська противника не потрапила під несподіваний удар передового загону під керівництвом Володимира Глібовича (руська сторожа не помітила загін, в якому перебував і сам Кончак, завдяки чому останньому вдалося втекти).
Після звістки про перемогу передового загону, Святослав Всеволодович та Рюрик Ростиславич послали вслід за залишками війська Кончака 6000 чорних клубуків на толі з Кунтувдієм, але половців не вдалося виявити, оскільки «…розтанув слід за Хоролом».

## Наслідки
Для половців, очевидно, поразка на Хоролі не була тяжкою. В квітні руські дружини здійснили ще один вдалий похід проти половців: дружина (більшість складали берендеї) під керівництвом воєводи Романа Нездиловича захопила багато половецьких веж.
Але й цей удар виявився нетяжким. Вже в травні 1185 року половці під керівництвом Кончака розбили військо Ігоря Святославича і здійснюють спустошливий набіг на територію Переяславщини та Посейм'я. Переможець Кончака на Хоролі — Володимир Глібович змушений був обороняти Переяслав від війська Кончака (див Облога Переяслава (1185 р)., Взяття  половцями Римова).